# HOMFLY-Polynom
Das HOMFLY-Polynom, auch HOMFLY-PT-Polynom, ist in der Knotentheorie eine Verallgemeinerung von Alexander-Polynom und Jones-Polynom, die jedem Knoten ein Polynom in den Variablen {\displaystyle m} und {\displaystyle l} zuordnet. Auch ist es ein Beispiel einer Quanteninvariante.
Der Name setzt sich aus den Initialen der Mitentdecker zusammen: Jim Hoste, Adrian Ocneanu, Kenneth Millett, Peter Freyd, W. B. R. Lickorish, David N. Yetter, Józef H. Przytycki, Paweł Traczyk.

## Definition
Das Polynom wird wie folgt definiert:
{\displaystyle P(\mathrm {unknot} )=1,\,}
{\displaystyle \ell P(L_{+})+\ell ^{-1}P(L_{-})+mP(L_{0})=0,\,}

wobei {\displaystyle L_{+},L_{-},L_{0}} Verbindungen sind, die durch Überkreuzen und Glätten gebildet werden.  
Das HOMFLY-Polynom einer Verschlingung {\displaystyle L}, die die disjunkte Vereinigung zweier Verschlingungen {\displaystyle L_{1}} und {\displaystyle L_{2}} ist, ergibt
{\displaystyle P(L)={\frac {-(\ell +\ell ^{-1})}{m}}P(L_{1})P(L_{2}).}

## Eigenschaften
Es gilt
{\displaystyle P(L_{1}\#L_{2})=P(L_{1})P(L_{2}),\,},
wobei {\displaystyle \#} die verbundene Summe bezeichnet; daher ist das HOMFLY-Polynom eines zusammengesetzten Knotens das Produkt der HOMFLY-Polynome seiner Komponenten.
Außerdem ist
{\displaystyle P_{K}(\ell ,m)=P_{{\text{Mirror Image}}(K)}(\ell ^{-1},m),\,},
also kann das HOMFLY-Polynom oft genutzt werden, um zwischen zwei Knoten unterschiedlicher Chiralität zu unterscheiden, obwohl es chirale Paare von Knoten gibt, die dasselbe HOMFLY-Polynom haben, z. B. 942 und 1071.
Das Jones-Polynom {\displaystyle V(t)} und das Alexander-Polynom {\displaystyle \Delta (t)\,} können aus dem HOMFLY-Polynom wie folgt berechnet werden:
{\displaystyle V(t)=P(l=t^{-1},m=t^{-1/2}-t^{1/2}),\,}
{\displaystyle \Delta (t)=P(l=1,m=t^{-1/2}-t^{1/2}).\,}
Allgemeiner lässt sich die {\displaystyle {{\mathfrak {s}}l}_{N}}-Quanteninvariante aus dem HOMFLY-Polynom berechnen.